# Pfarrhaus (Hilpoltstein)

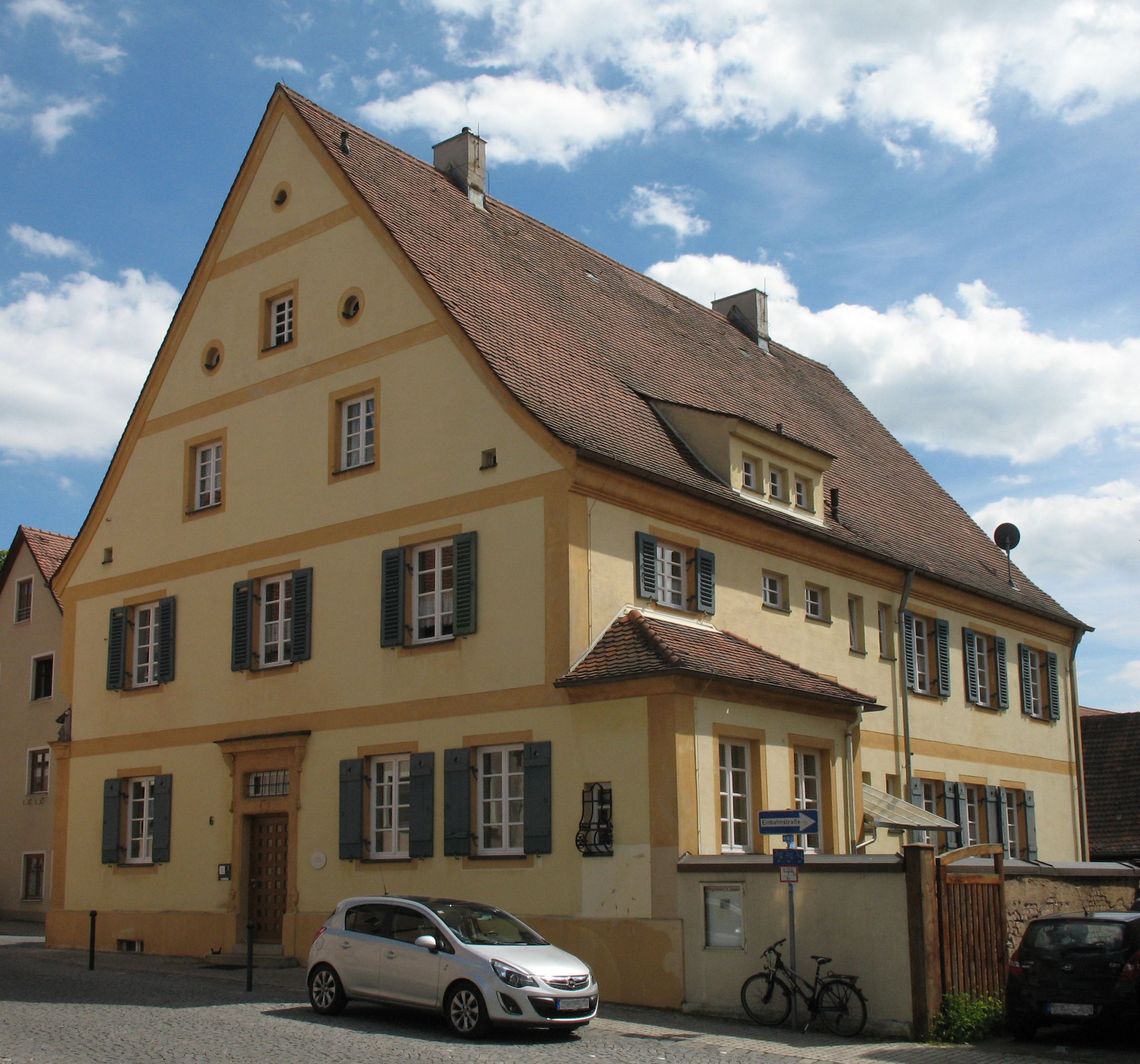
Pfarrhaus in Hilpoltstein

Das katholische Pfarrhaus in Hilpoltstein, einer Stadt im mittelfränkischen Landkreis Roth in Bayern, wurde 1912 errichtet. Das Pfarrhaus an der Kirchenstraße 6 ist ein geschütztes Baudenkmal.
Der zweigeschossige, giebelständige Satteldachbau mit Putzgliederung und seitlichem Bodenerker besitzt eine steinerne Pietà in einer Ecknische. Die Hofmauer mit Toreinfahrt aus Sandsteinquadern wurde gleichzeitig errichtet.